# Пальмах

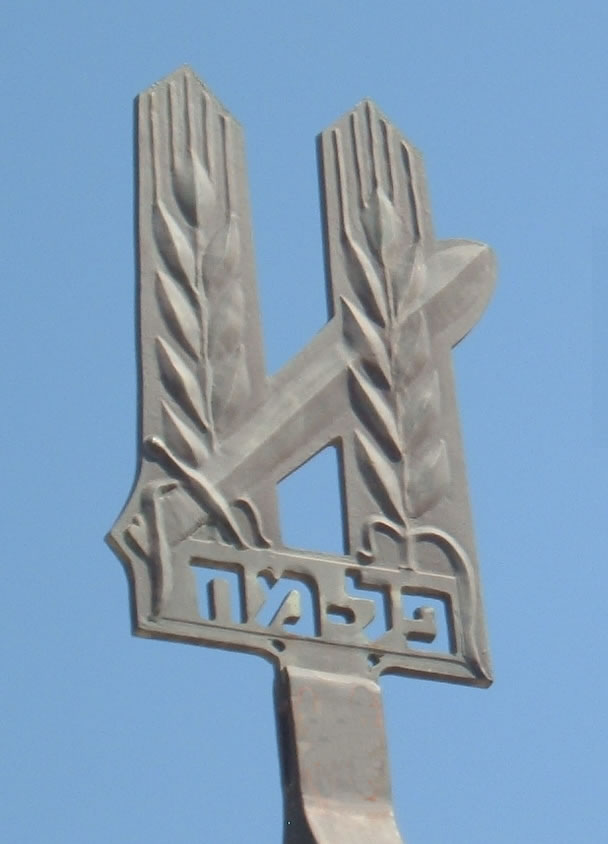
Эмблема Пальмах

Пальма́х (ивр. פַּלְמַ"ח‎, акроним словосочетания פְּלוּגּוֹת-מַחַץ, плугот махац — ударные роты), особые отряды Хаганы, позднее — часть Армии обороны Израиля. Вариант написания — Палмах. Создан по согласованию с властями британского мандата в Палестине. Существовал с 15 мая 1941 года по 7 ноября 1948 года.
К началу Войны за независимость в 1948 году состоял из трёх боевых бригад и ряда вспомогательных воздушных, морских и разведывательных подразделений. Его командиры сформировали костяк Армии обороны Израиля и её верховного командования. Пальмах внёс значительный вклад в израильскую культуру. В течение многих лет члены Пальмаха занимали видное место в израильской политике, литературе и искусстве.

## Создание

### Формирование
После начала Второй мировой войны объединённое командование Хаганы приняло решение о создании ударных отрядов, которые станут резервом, в любой момент готовым к военным действиям. Пальмах был создан 15 мая 1941 года по согласованию с британским командованием, как регулярное формирование Хаганы в рамках подготовительных мероприятий ишува к возможному вторжению Германии. В отличие от британских властей в Палестине, которые с недоверием относились к евреям, английское Управление специальных операций сотрудничало с Хаганой. Угроза вторжения германских войск в Палестину стала вполне реальной в дни первого наступления Роммеля в Ливии. Предназначался Пальмах для ведения партизанской войны в тылу немецких войск, оказания помощи союзникам в планируемых вторжениях в Сирию и Ливан.
Первоначально было сформировано 6 отрядов. Британские специалисты обучали бойцов Пальмаха обращению со стрелковым оружием, применению взрывчатых веществ. Англичане разрешили создание двух баз — рядом с кибуцем Гиносар у озера Кинерет и поблизости от кибуца Бейт-Орен на горе Кармель. В этих лагерях отсутствовали самые элементарные удобства, не было ни палаток, ни кухонь, и молодые солдаты спали прямо на земле.
В результате Пальмах финансировали англичане, полагавшие, что его численность составляет 500 человек. На самом деле, поскольку бойцам выдавались только деньги на карманные расходы, командованию Пальмаха удалось набрать в организацию около полутора тысяч добровольцев.
Командование Пальмаха организовало «Пальям» (сокращение от Плугот ям — Морские отряды), готовивший водолазов-подрывников, десантников и моряков. Под видом аэроклуба был создан располагавший спортивными самолётами и планерами «Палавир» — предтеча будущих военно-воздушных сил Израиля.

### Идеология
Этим оружием, врученным мне Хаганой на земле Израиля, я буду сражаться за мою страну против врагов моего народа, не сдаваясь и не отступая, с полной самоотверженностью.— (Из присяги бойца Пальмаха)
Создали Пальмах социалисты-сионисты. Они же взяли на себя заботу о политическом воспитании Пальмаха. Соответственно, они назначали его командиров и «политруков». Пальмах был воспитан в духе идеологической дисциплины и рассматривался в качестве боевого отряда социалистического сионизма. Он был готов действовать как против арабов и англичан, так и против «непокорных» из Эцель и Лехи. Не случайно именно Пальмах был ударной силой «Сезона».

Пальмахников воспитывали в беззаветной вере в Сталина и в Советскую Россию, в преклонении перед Красной армией. ПАЛЬМАХ должен был стать партийной милицией, готовой сделать по слову партии многое (если даже не все!), и он должен был стать основой рождающейся армии рождающегося государства. Проектировалось, что эта армия тоже будет партийной и классовой.
-
— Любовь к СССР не была вполне бескорыстной. Деньги от Советского Союза левые сионисты, правда, не получали, но зато могли использовать в своих целях авторитет его «успехов» и сиять отраженным светом его трудовых и военных побед. «Отражением» победоносной и пролетарской Красной Армии был ПАЛЬМАХ.
-
— Бен-Гурион остановил этот процесс, распустив ПАЛЬМАХ, чего ему не простили до сих пор.— Ури Мильштейн. «Рабин: рождение мифа»

## Участие в совместных боевых действиях (1941—1943)
Одной из первых операций Пальмаха стала отправка в мае 1941 года 23 бойцов к берегам Ливана, с целью осуществления диверсий на нефтеочистительных заводах в ливанском городе Триполи. Участники операции пропали без вести, и их судьба неизвестна и по сей день.
В результате поражения Турции в Первой мировой войне Сирия и Ливан оказались под властью французского мандата, подобного британскому мандату над Палестиной. В 1940 году, после разгрома Франции по второй мировой войне, правительства Сирии и Ливана сохранили верность французскому правительству Виши, сотрудничавшему с немецкими оккупантами. Италия и Германия приступили к созданию в Сирии и Ливане военных баз, угрожавших британскому господству в регионе. В ответ на это в июне 1941 года силы Британии и «Сражающейся Франции» при участии Пальмаха вторглись на территорию Сирии и Ливана. После непродолжительных учений два отряда были засланы в тыл врага для совершения диверсий: вывода из строя главных мостов, повреждения телефонных линий и захвата объектов стратегического значения. Бойцы Пальмаха проникли в глубокий сирийский тыл и заложили мины вблизи концлагерей и других объектов. Вместе с частями стран-союзниц во вторжении в Сирию участвовали 40 членов Пальмаха, выполнявших функции саперов и проводников. Во время одной из таких операций в Сирии Моше Даян был ранен и потерял левый глаз.
В 1942—1943 годах были окончательно сформированы особые части Пальмаха: «Немецкая бригада», «Балканская бригада» и «Арабская бригада». «Немецкая бригада» была создана для оказания сопротивления нацистам в случае их вторжения в Палестину. Целью «Балканской бригады» была деятельность в балканских странах, в частности, поддержка местных молодёжных антифашистских движений. В функции «Арабской бригады» входил сбор разведывательной информации в Сирии, Ливане и среди арабского населения Палестины и передача данных Хагане и британским властям.
Летом 1942 год лидеры ишува обратились к англичанам с предложением организовать обучение в британских военных лагерях еврейских парашютистов — мужчин и женщин — чтобы потом забрасывать их на вражескую территорию. В задачи таких агентов предполагалось включить помощь еврейскому подполью, организацию актов саботажа против нацистов и передачу разведывательных данных в руки стран-союзниц. Англичане провели курс обучения группы добровольцев из рядов Пальмаха. 32 юноши и девушки были заброшены в Румынию, Югославию, Венгрию, Словакию и Италию. 12 парашютистов попали в руки нацистов или их пособников. Семеро из них были казнены. В числе погибших были две из трех служивших в подразделении женщин-парашютисток. Остальные парашютисты благополучно вернулись с боевого задания.

## Прекращение сотрудничества с англичанами
Англичане считали свой союз с Пальмахом временным. Пальмах же стремился сохранить самостоятельность и подчинялся исключительно Хагане. В мае 1943 года после второго сражения при Эль-Аламейне англичане стали требовать роспуска Пальмаха. Они ликвидировали учебные лагеря и конфисковали оружие, которое когда-то поставили Хагане. Через несколько дней бойцы Пальмаха ночью пробрались в британский арсенал и унесли все отобранное оружие. Сотрудничеству с англичанами был положен конец. Организация ушла в подполье.

## Развитие и усиление
Поскольку финансирование со стороны англичан было прекращено, Пальмах столкнулся с серьёзными трудностями. Ицхак Табенкин, один из глав кибуцного движения, предложил Пальмаху работу в кибуцах. Каждый кибуц возьмёт на себя содержание взвода Пальмаха, а бойцы гарантируют выполнение всех необходимых сельхозработ. Тогда и было решено, что каждый солдат будет иметь в месяц 14 рабочих дней, 8 дней учёбы и тренировок по боевой подготовке и 7 выходных дней для отдыха.
Объединение военной подготовки с сельхозработами давало следующие преимущества:
- Содержалась независимая, легко мобилизуемая группа войск.
- Сельхозработы обеспечивали 80 % бюджета Пальмаха.
- Финансирование, поступающее от Хаганы использовалось на вооружение и военную подготовку личного состава.
- Сложности с обнаружением группы войск англичанами.
- Упрощалась вербовка в ряды Пальмаха жителей кибуцов и мошавов.
- Создавались группы, которые могли бы стать базой для будущих поселений.
- Учебная программа комбинировала военную подготовку, обучение основам ведения сельского хозяйства, воспитание бойцов в духе сионистских ценностей.

С молодёжными сионистскими движениями позднее было согласовано, что каждый молодой человек будет проходить подобное обучение.
Это позволило Пальмаху резко увеличить число членов организации. Так, к началу 1948 года Пальмах насчитывал 3000 обученных бойцов.
Начальная подготовка бойца включала в себя физическую подготовку, изучение лёгкого стрелкового оружия, дневные и ночные стрельбы, боевые единоборства, основы морского дела, греблю, плаванье, ориентировку на местности и топографию, оказание первой помощи в полевых условиях. Бойцам прививались навыки действий в составе небольших боевых групп. Далее, шла специализация в разведке, саботаже и диверсиях, в применении взрывчатых веществ, радиосвязи, стрельбе из 2- и 3-дюймовых миномётов. Обучение включало обязательные многокилометровые марш-броски в сочетании с боевой стрельбой, упражнения при поддержке лёгкой артиллерии, пулемётов и миномётов.
Особое внимание Пальмах уделял профессиональной подготовке полевых командиров — самостоятельных, с широким кругозором, которые смогут брать на себя инициативу и быть примером для своих бойцов. Главные курсы были при Пальмахе и на них обучались также и командиры Хаганы. Многие из этих полевых командиров стали позже основой командования Армии обороны Израиля.

## Сопротивление британским властям
В период между 1945 и 1946 годами Пальмах включился в активное сопротивление ишува британским мандаторным властям. Совершались акты саботажа на предприятиях, нападения на объекты инфраструктуры (мосты, железнодорожные станции), на радиолокационные станции и полицейские участки.

### Наиболее известные операции Пальмаха
- 9 октября 1945 года — освобождение 210 незаконных иммигрантов-заключенных из лагеря арестантов в Атлите и переброска их в кибуц Ягур.
- 1 ноября 1945 года — подрыв железнодорожного полотна на 153-х участках дороги, захват и угон трёх сторожевых катеров (Хайфа, Яффо).
- 25 ноября 1945 года — нападение на британский полицейский участок в Гиват-Ольге (Хадера).
- 20 января 1946 года — подрыв радиолокационной станции на горе Кармель.
- 16 июня 1946 года — подрыв 11 железнодорожных и автомобильных мостов.

29 июня 1946 года британские власти провели операцию по задержанию участников сопротивления, известную под названием «Чёрная суббота». В ней участвовало более 17 000 солдат и полицейских. Были задержаны около 2700 человек из различных военных организаций ишува, среди которых ряд командиров и бойцов Пальмаха. Активное сопротивление пришлось временно прекратить.

## Участие в операции «Сезон»
В начале 1945 года руководством ишува был предпринят ряд действий против радикальных еврейских подпольных организаций сионистов-ревизионистов Эцел (Иргун) и Лехи.
С помощью разведывательной службы Хаганы, Шай, были составлены списки подозреваемых; списки передавались властям, кроме того, Хагана и в особенности её ударные отряды Пальмах похищали бойцов «Иргун» и «Лехи» и либо передавали их англичанам, либо держали в наскоро оборудованных тюрьмах в киббуцах. Практика похищений вызвала всеобщее осуждение в еврейском обществе, она была резко осуждена в заявлении Главного раввината.
Арестованные англичанами были главным образом высланы в лагеря в Эритрее. Кроме тех, кто были арестованы, множество лиц было уволено с работы и исключено из учебных заведений. Так или иначе, к марту 1945 года боевая деятельность ревизионистов была парализована.
Некоторые офицеры Пальмаха (среди них будущий министр иностранных дел Игаль Алон), отказались участвовать в подобной операции. Операция была прекращена после того, как такое неподчинение угрожало принять массовый характер.
В мае 1945 года «Иргун» возобновила борьбу против англичан, а в октябре того же года к ней присоединилась и «Хагана», составившая с «Иргун» и «Лехи» «Объединенное Сопротивление».

## Участие в Войне за независимость (1948)
К началу Войны за независимость Пальмах состоял из трех бригад — Ифтах, Харель и Негев. В его рядах насчитывалось 3100 человек, в том числе 1000 резервистов. Это были самые обученные бойцы Хаганы. Они приняли участие практически во всех важных боях Войны за независимость. Особенно бригады Пальмаха отличились в операции «Ифтах», результате которой были освобождены Верхняя Галилея и Цфат, отбито наступление сирийских и ливанских сил. В дальнейшем, бригада Ифтах сражалась вместе с бригадой Негев на южном фронте. Бригада Харель приняла на себя главный удар в одноимённой операции по установлению и расширению Иерусалимского коридора, участвовала в боевых действиях в Иерусалиме, а позже — в освобождении Негева и занятии Северного Синая.

## Расформирование
Несмотря на ожесточенное сопротивление руководства Пальмаха, Давид Бен-Гурион, занимавший тогда посты премьер-министра и министра обороны Временного правительства, счел необходимым расформировать эту организацию. До этого были также распущены Иргун цваи леумми и Лехи. Эти группировки потенциально могли привести к расколу, а Бен-Гурион стремился к национальному единству и созданию единой армии. Приверженность командного состава Пальмаха левосоциалистической идеологии с вытекающей из этого лояльностью партии МАПАМ не соответствовала концепции беспартийной армии.
7 ноября 1948 года штаб Пальмаха был расформирован, и Пальмах полностью слился с Армией Обороны Израиля.

## Гимн Пальмаха
Стихи гимна Пальмаха «Мисавив йехом ха-сaap» (Вокруг шумит гроза) написал Зрубавел Гилад в 1942 году. Гимн был впервые опубликован в газете «Бэ-Маале» в июне 1943 года, а позднее в бюллетене Пальмаха (ивр. עלון הפלמ"ח‎). Сначала гимн пели на мелодию песни По долинам и по взгорьям, а позднее Давид Захави написал оригинальную мелодию для гимна.